# Knocknadobar
Knocknadobar är ett berg i republiken Irland.   Det ligger i grevskapet Ciarraí och provinsen Munster, i den sydvästra delen av landet, 300 km sydväst om huvudstaden Dublin. Toppen på Knocknadobar är 690 meter över havet, eller 640 meter över den omgivande terrängen. Bredden vid basen är 7,3 km.
Terrängen runt Knocknadobar är huvudsakligen kuperad, men norrut är den platt. Havet är nära Knocknadobar åt nordväst. Runt Knocknadobar är det glesbefolkat, med 19 invånare per kvadratkilometer. Närmaste större samhälle är Dingle, 17,5 km norr om Knocknadobar. Trakten runt Knocknadobar består i huvudsak av gräsmarker.